# Мілонас Микола Спиридонович
Мілонас Микола Спиридонович (рос. Милонас Николай Спиридонович; 1816, фортеця Ізмаїл — 1890, Кременчук) — російський контр-адмірал.

## Життєпис
Народився 9 травня 1812 року у фортеці Ізмаїл у багатодітній родині морського офіцера грецького походження Спиридона Івановича Мілонаса та його дружини Клари Іванівни Кортаці. Був охрещений в ізмаїльській Церкві святого Миколи Чудотворця.
11 грудня 1828 року вступив до Морського кадетського корпусу, а 12 серпня 1832 року йому було присвоєно звання гардемарина. У 1832—1834-х роках здійснював навчальні плавання на кораблі «Прохор» від Кронштадта до Ревеля й назад. 19 грудня 1834 року Миколі Милонасу було присвоєно звання мічмана й він був зарахований до 30-го флотського екіпажу.
У 1835—1837-х роках на шлюпі «Діана», бригах «Пегас» та «Меркурій» брав участь в абхазькій експедиції. 16 березня 1838 року Микола Мілонас був переведений до 34-го морського екіпажу й на фрегаті «Штандарт» перевозив десантні війська між Севастополем й Одесою, плавав до абхазьких берегів, брав участь у висадці десанту при взятті містечка Шапсухо. За виявлену хоробрість був нагороджений орденом Святої Анни IV ступеня. 1839 року на кораблі «Чесма» крейсував біля східного узбережжя Чорного моря, потім на транспортному судні «Кінбурн» плавав в Азовському й Чорному морях.
14 квітня 1840 року Миколі Мілонасу було присвоєний чин лейтенанта. На фрегаті «Тенедос» крейсував уздовж східного узбережжя Чорного моря. Два роки потому на пароплаві «Могучий» ходив чорноморськими портами.
22 квітня 1842 року був переведений до 29-го флотського екіпажу й у 1843—1846 роках на шхуні «Гонець», фрегаті «Месемврія» й кораблі «Селафаїл» крейсував уздовж абхазьких берегів, потім на транспортному судні «Ріон» плавав по Дніпровському лиману й річці Буг. У 1847—1848 роках на фрегаті «Браїлов», корветі «Пілад» й кораблі «Селафаїл» крейсував Чорним морем.
1849 року на пароплавах «Громоносець», «Бессарабія» й «Дарго» ходив по чорноморським портам, пізніше на пароплаві «Крим» плавав між Одесою й Константинополем.
16 листопада 1849 року Микола Мілонас був переведений до 38-го флотського екіпажу з призначенням командиром транспорту «Ялта». 30 березня 1852 року йому був присвоєний чин капітан-лейтенанта, і в 1852—1853 роках, командуючи транспортним судном «Гастагай», він плаває по укріпленням чорноморської берегової лінії.
26 листопада 1854 року Микола Мілонас був нагороджений орденом Святого Георгія IV ступеня.
1855 року отримав за власні заслуги отримав дворянське звання.
Того ж 1855 року командував «Гастагаєм» у Керченській протоці, а в наступному році, командуючи транспортним судном «Ріон», плавав по чорноморським портам.
1857 року Мілонасу був присвоєний чин капітана II рангу із звільненням для служби на комерційних суднах.
11 листопада 1864 року Микола Мілонас знову був прийнятий на дійсну службу, а в листопаді 1868 року отримав чин капітана І рангу. У березні 1876 року Мілонасу був присвоєний чин контр-адмірала із звільненням зі служби.
Помер Микола Мілонас 1890 року в Кременчуці, де й був похований.

## Родина
6 січня 1848 року в Севастополі Микола Мілонас одружився з Єлизаветою Федорівною Юр'євою. У подружжя народилося семеро дітей: Федір, Олександра, Марія, Спиридон, Микола, Володимир, Андрій.

## Могила
У липні 1999 року голова ради громадської організації «Кременчуцький музей історії авіації й космонавтики» Анатолій Бишенко знайшов надгробок Миколи Мілонаса на території так званих «артскладів» — місцині, де колись було розташоване міське кладовище Кременчука.
У квітні 2007 року була здійснена фото- й відеозйомка могили контр-адмірала й зафіксовано сліди її розграбування.
8 квітня 2010 року надгробок з могили Миколи Мілонаса був евакуйований для тимчасового зберігання на території спецкомбінату ритуальних послуг.